# Josip Srebrnić
Josip Srebrnić (Solkan, 2. veljače 1876. – Krk, 21. lipnja 1966.), hrvatski povjesničar, katolički svećenik i biskup Krčke biskupije.

## Životopis

### Djetinjstvo, mladost, zaređenje
Josip Srebrnić rođen je 2. veljače 1876. u slovenskom selu Solkanu blizu Nove Gorice kao prvorođenac od sedmoro djece u seljačkoj obitelji Jožefa i Terezije rođ. Šuligoj. Gimnaziju je pohađao u Novoj Gorici, a u Beču je studirao zemljopis i povijest i tamo doktorirao 1902., iste godine kad je odlučio postati katolički svećenik. Gorički nadbiskup Jordan poslao ga je u rimski zavod Germanicum, gdje je započeo studij na papinskom sveučilištu Gregorijani. Za svećenika je zaređen u Rimu 28. listopada 1906. Godinu kasnije ponovno je doktorirao, ovaj put u Rimu, iz skolastičke filozofije i bogoslovlja.

### Iz Slovenije u Hrvatsku
Vrativši se u Sloveniju, djelovao je u matičnoj biskupiji dok ga nisu u jesen 1919. pozvali u Ljubljanu kao profesora povijesti na Bogoslovnom fakultetu. Iste godine u travnju se naglo razbolio tadašnji krčki biskup Antun Mahnić, koji je 1920. i umro u Zagrebu. Krčka biskupija otada čeka da se imenuje novi biskup, što se dogodilo tek 15. rujna 1923., kada je tu titulu dobio upravo Josip Srebrnić. Njega samoga ta vijest je zatekla dok se s grupom mladih vjernika nalazio na vrhovima Triglava, najveće slovenske planine. Jedan od njegovih prijatelja je u tome vidio providnosni, biblijski čin. Srebrnić se trebao spustiti s visina planine na nizinu otoka i poći na otok Krk među Hrvate, što je on sam prokomentirao riječima "odsada sam među Hrvatima Hrvat". On nije nalazio problem da kao rođeni Slovenac bude biskup među Hrvatima, jer njemu, kao ni biskupu Mahniću, pitanje narodnosti nije predstavljalo nikakvu prepreku pred duhovnim stvarnostima.

### Biskupsko djelovanje
Kao krčki biskup, Josip Srebrnić se unutar Jugoslavenske biskupske konferencije uporno, neprestano i neumorno zalagao za slobodu i prava svih Hrvata i Slovenaca koji su živjeli pod okupacijom fašističke Italije. 1942. je u Rimu prosvjedovao zbog slovenskih logoraša na Rabu, a na Krku se kod talijanskih vlasti zauzimao za prava hrvatskog stanovništva na otoku.
Međutim, iako je bio veliki borac za prava Hrvata i Slovenaca, te protivnik fašističkim i nacističkim okupatorima hrvatskog teritorija, biskup Srebrnić bio je i veliki protivnik NOP-a. Sam predsjednik AVNOJ-a, dr. Ivan Ribar, posjetio je Srebrnića dvaput tijekom ratnih zbivanja u Jugoslaviji, a drugi put pratio ga je i Svetozar Rittig. Ribar ga je pokušavao nagovoriti da pruži podršku NOP-u i pošalje nekoliko svojih svećenika za vjerske referente na oslobođeno područje. No, njegovi posjeti i nagovaranja nisu imali nikakvog učinka u biskupovu približavanju partizanima, upravo suprotno. 
Dana 17. listopada 1944. upućuje okružnicu svećenicima Krčke biskupije kojom oštro osuđuje NOP i zabranjuje svaku suradnju s njime. U njoj se poziva na encikliku „Divini Redemptoris” pape Pija XI. iz 1937., kojom je Katolička Crkva osudila komunizam. Svoju okružnicu započinje ovim riječima:
„U posljednje vrijeme utvrđuje se opet i opet, da među krčkim svećenicima ima takvih, koji su dali svoje ime ili vijeću ili sekciji ili udruženju takozvanih partizana, odnosno takozvanog pokreta narodnog rata. Neka bude svima, koji su dobre volje i nepomućena uma, jasnije od sunca, da pokret partizanski odnosno takozvani pokret narodnog rata, kako se taj pokret faktički vodi i provodi, zavisi u cijelosti od Komunističke stranke Jugoslavije, te služi istoj stranci za ustanovljenje komunističkog poretka među Južnim Slavenima. Iz toga slijedi da nijednom katoliku i nijednom vjerniku nije dopušteno, da bilo na koji način sudjeluje ili pomaže ove organizacije.”
U nastavku okružnice biskup Srebrnić navodi kako će svećenici koji postupe suprotno navedenome biti suspendirani.
Na njegovu okružnicu Rittig je odgovorio knjižicom na 14 stranica "Odgovor krčkom biskupu na njegovu osudu NOP-a", a jedan od njegovih glavnih argumenata su kako je sam partizanski poglavar Josip Broz Tito na svečanosti 30. studenog 1943. u Jajcu izjavio:

### Zatvaranje, kasne godine i smrt
Vlasti NDH odlikovale su ga Redom za zasluge.
Po završetku Drugog svjetskog rata komunistički vrh na čelu s Titom prognao je Srebrnića u Sušak kao političkog zatočenika. 1949. imenovan je administratorom Riječke nadbiskupije, koja je tada bila podijeljena na hrvatski i slovenski dio.
Umro je 21. lipnja 1966. u gradu Krku.

## Biskupski grb i geslo
Srebrnićev biskupski grb odiše originalnošću i pomalo odudara od heraldičkih zakonitosti. Preko sredine grba s lijevog gornjeg ugla spušta se ukoso, u obliku dijagonale, vijugava zelena rijeka. Ona označava prolaznost ljudskog života i ispraznost vremenitih stvari. Na lijevoj strani grba nalazi se prepoznatljiv obris Triglava s brdom Kredarica, gdje se nalaze planinski dom i crkvica. To je ujedno i simbol njegove domovine Slovenije i mjesto gdje ga je zateklo imenovanje za krčkog biskupa. Na desnoj strani pri dnu je valovito more, iznad kojega svijetli zvijezda Danica. Simbol je to i Zvijezde mora, Marije, ali i jutarnje zvijezde Danice, glasnice novog dana. Ta je zvijezda simbolizirala i katoličko akademsko društvo "Danica" u Ljubljani, koje je prvo pokrenulo đačko gibanje u Sloveniji, a kojeg je Srebrnić bio član, predsjednik i na kraju počasni član kao biskup.
Kao geslo svoje nove biskupske službe uzeo je latinsku biblijsku izreku Fortis in fide (hrv. "(Budite) čvrsti u vjeri"), inače preporuku svetog Pavla. Biskup Srebrnić je to geslo posvjedočio svojim životom - bio je čvrst u katoličkoj vjeri.

### Članci
- Akmadža, Miroslav. 2009. Odnos biskupa Riječke metropolije i jugoslavenske komunističke vlasti. Riječki teološki časopis. Riječki teološki časopis. Rijeka. 34 (2): 277–310